# 天福号

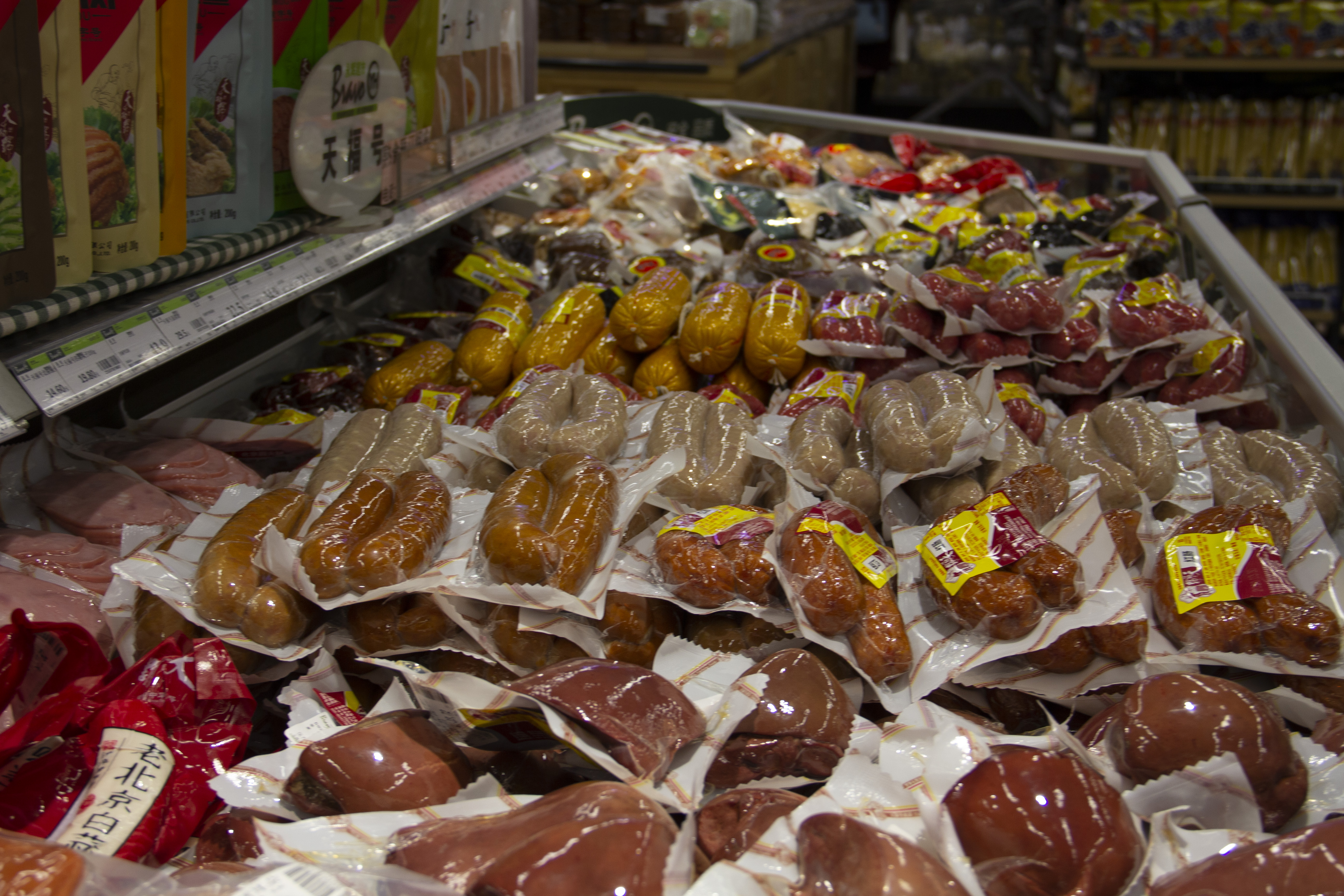
天福号酱肉

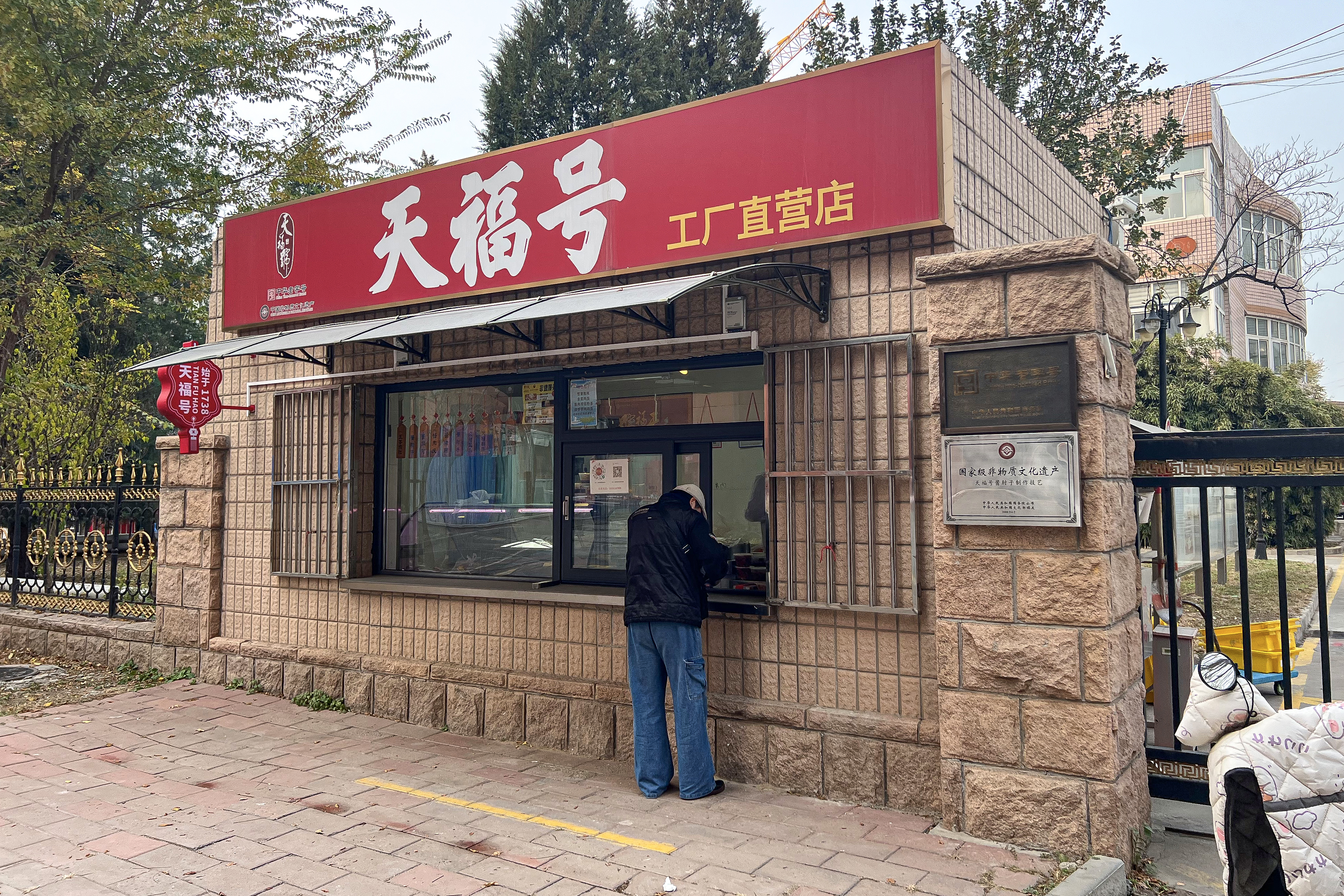
天福号工厂店，挂有中华老字号和国家级非物质文化遗产牌匾

天福号是北京著名的一家酱肉铺。始创于清乾隆三年（公元1738年）。以酱肘子出名，酱肉肥而不腻，瘦而不柴，浓香醇厚，为清朝的贡品。原址在西单牌楼东北角，1999年9月将生产基地迁至顺义区裕华路21号。

## 歷史
天福号创于清朝乾隆三年，創建者掖县人刘凤翔為明朝官員的后代，他携其孙刘抵明来京至西单牌楼拐角立店，名為“刘记酱肉铺”。後來刘凤翔獲得一塊寫有“天福號”三個顔體字的牌匾，故該店得名天福號。
刘抵明在家傳的原有技艺基础上經過研究改進，發明出独特的工艺方法，使其酱肘子越来越受人歡迎。慈禧太后曾赐给“天福号”腰牌一塊，令其每天將醬肘子送进宫中。1938年，天福号曾在山西太原设立分号六味斋，该分号亦存续至今。
1996年，因天福号西城老厂区所在片区拆迁改造，西城区政府常务会议决定将天福号工厂迁建至北京东北郊顺义县（次年撤县设区）吉祥工业区。1999年9月，天福号顺义新厂投产。